# Prstnatec
Prstnatec (Dactylorhiza) je rozsáhlý rod jednoděložných rostlin z čeledi vstavačovitých. Do rodu prstnatec se řadí asi 75 druhů. Jedná se o rostliny s dvěma až pěti hlízami, jejich listy mají kopinatý tvar a u některých druhů jsou skvrnité. Květenství jsou krátká a obsahují mezi 25 a 50 květy barvy od růžové po červenou. Výjimečně se vyskytují i formy kvetoucí bíle.

## Rozšíření
Prstnatcům vyhovují vlhká stanoviště jako např. bažiny, vřesoviště, podmáčené louky a obecně plochy, kde je málo stromů a dostatečně tam svítí slunce. Prstnatce rostou v Evropě (zasahují i do severní části), severní Africe, Severní Americe a v západní Asii.

## Druhy
Druhy rostoucí v České republice:
- Prstnatec bezový (Dactylorhiza sanbucina)
- Prstnatec český (Dactylorhiza bohemica)
- Prstnatec Fuchsův pravý (Dactylorhiza fuchsii)
- Prstnatec Fuchsův Soóův (Dactylorhiza fuchsii subsp. soóana)
- Prstnatec Fuchsův chladnomilný (Dactylorhiza fuchsii subsp. sudetica)
- Prstnatec karpatský (Dactylorhiza carpatica)
- Prstnatec májový pravý (Dactylorhiza majalis subsp. majalis)
- Prstnatec májový rašelinný (Dactylorhiza majalis subsp. turfosa)
- Prstnatec pleťový (Dactylorhiza incarnata)
- Prstnatec plamatý pravý (Dactylorhiza maculata)
- Prstnatec plamatý sedmihradský (Dactylorhiza maculata subsp. transssilvanica)
- Prstnatec Traunsteinerův (Dactylorhiza traunsteineri)